# پوراندخت مهیمن
پوراندخت مهیمن (زادهٔ ۱۵ فروردین ۱۳۳۲) بازیگر سینما و تلویزیون اهل ایران است.

## فیلمشناسی

### سینمایی
1. تبسم تلخ(۱۳۹۸، محمدرضا ممتاز)
2. چهار اصفهانی در بغداد(۱۳۹۴، محمدرضا ممتاز)
3. من و شارمین (۱۳۹۴، بیژن شیرمرز)
4. ناردون (۱۳۹۴، فریدون حسن پور)
5. دو دوست (۱۳۹۳، محمد بانکی)
6. مجرد ۴۰ ساله (۱۳۹۳، شاهین باباپور)
7. معراجی‌ها(۱۳۹٢، مسعود ده نمکی)
8. برج آرام (١٣٩١، مسعود اطیابی) [۵]
9. اکباتان (۱۳۹۰، مهرشاد کارخانی)
10. خنده در باران (۱۳۹۰، داریوش فرهنگ)
11. قلاده‌های طلا (۱۳۹۰، ابوالقاسم طالبی)
12. کنسرت روی آب (۱۳۸۹، جهانگیر جهانگیری)
13. کیش و مات (فیلم)(۱۳۸۸، جمشید حیدری) حضور افتخاری
14. خانواده ارنست (۱۳۸۸، محسن دامادی)
15. نیش زنبور (۱۳۸۸، حمیدرضا صلاحمند)
16. دو خواهر (۱۳۸۸، محمد بانکی)
17. شکار روباه (۱۳۸۷، مجید جوانمرد)
18. ایستگاه بهشت (۱۳۸۵، نادر مقدس)
19. بی‌وفا (۱۳۸۵، اصغر نعیمی)
20. محاکمه (۱۳۸۵، ایرج قادری)
21. هدف اصلی (۱۳۸۵، قدرت الله صلح میرزایی)
22. زیر درخت هلو (۱۳۸۴، ایرج طهماسب)
23. وعده دیدار (۱۳۸۲، جمال شورجه)
24. چشمان سیاه (۱۳۸۱، ایرج قادری)
25. آبی (۱۳۷۹، حمید لبخنده)
26. سام و نرگس (۱۳۷۹، ایرج قادری)
27. شور عشق (۱۳۷۹، نادر مقدس)
28. مانی و ندا (۱۳۷۹، پرویز صبری)
29. چشم‌هایش (۱۳۷۸، فرامرز قریبیان)
30. سیاوش (۱۳۷۷، سامان مقدم)
31. چهارشنبه عزیز (۱۳۷۱، حمید تمجیدی)
32. مأموریت آقای شادی (۱۳۷۱، محمدرضا زهتابی)
33. ساده‌لوح (۱۳۷۰، مهدی فخیم زاده)
34. در آرزوی ازدواج (۱۳۶۹، اصغر هاشمی)
35. گربه آوازخوان (۱۳۶۹، کامبوزیا پرتوی)
36. بچه‌های طلاق (۱۳۶۸، تهمینه میلانی)
37. زمان ازدست‌رفته (۱۳۶۸، پوران درخشنده)
38. بهار در پاییز (۱۳۶۶، مهدی فخیم زاده)
39. گل مریم (۱۳۶۶، حسن محمدزاده)
40. رابطه (۱۳۶۵، پوران درخشنده)
41. معما (۱۳۶۵، حسین زندباف)
42. سامان (۱۳۶۴، احمد نیک آذر)
43. شب‌شکن (۱۳۶۳، خسرو ملکان)

دستیار صحنه و لباس
سوته دلان (۱۳۵۶)

## مجموعه تلویزیونی
| سال ساخت  | نام مجموعه                          | نقش          | کارگردان                                   | توضیحات |
| --------- | ----------------------------------- | ------------ | ------------------------------------------ | --- |
| ۱۴۰۳      | غریبه                               | بازیگر       | سروش محمدزاده                              | شبکه ۳ |
| ۱۴۰۳      | رستگاری                             | بازیگر       | مسعود ده نمکی                              | نوروز ۱۴۰۳ شبکه ۲ |
| ۱۴٠۲      | بازپرس                              | بازیگر       | احمد معظمی                                 | شبکه یک |
| ۱۴۰۱      | آزادی مشروط                         | بازیگر       | مسعود ده نمکی                              | شبکه یک |
| ۱۴۰۱      | مسافران شهر                         | بازیگر       | سیروس حسن پور                              | رمضان ۱۴۰۱ شبکه ۵ |
| ۱۴۰۰      | نوار زرد ۲                          | بازیگر       | سروش محمدزاده                              | شبکه ۲ |
| ۱۳۹۹      | بیگانه ای با من است (فصل اول و دوم) | بازیگر       | احمد امینی (فصل اول) آرش معیریان (فصل دوم) | شبکه ۲ سیما |
| ۱۳۹۵      | قصه‌های تبیان                        | بازیگر       | گروه کارگردانان، اپیزود آوار               | شبکه ۵ |
| ۱۳۹۵      | ماه و پلنگ                          | بازیگر       | احمد امینی                                 | شبکه ۳ |
| ۱۳۹۵      | همسایه‌ها                            | بازیگر       | مهران غفوریان                              | شبکه ۲ شبکه نسیم |
| ۱۳۹۵      | برادر                               | بازیگر مهمان | جوادافشار                                  | شبکه ۲ ۳۰ قسمت |
| ۱۳۹۴      | نیاز                                | بازیگر       | حسین سهیلی زاده                            | شبکه ۱ ۵ قسمت |
| ۱۳۹۴      | کیمیا                               | بازیگر       | جواد افشار                                 | شبکه ۲ ۱۱۰ قسمت |
| ۱۳۹۲–۱۳۹۳ | معراجی‌ها                            | بازیگر       | مسعود ده‌نمکی                               | شبکه ۱ ۲۰ |
| ۱۳۹۲      | تله‌فیلم «یک ماه و ده روز»           | کارگردان     | مجتبی یاسینی                               | |
| ۱۳۹۱–۱۳۹۲ | مهرآباد                             | بازیگر       | فرید سجادی حسینی                           | شبکه ۵ ۳۰ قسمت |
| ۱۳۹۱      | خداحافظ بچه                         | بازیگر       | منوچهر هادی                                | شبکه ۳ ۲۸ قسمت |
| ۱۳۹۱      | تله‌فیلم راه و رسم سفر               | بازیگر       | حمید نعمت‌الله                              | شبکه |
| ۱۳۹۰      | تله‌فیلم «کار نشد ندارد»             | بازیگر       | شاهین باباپور                              | محصول شبکه استانی خراسان رضوی |
| ۱۳۹۰      | تله‌فیلم «پیدا و پنهان»              | بازیگر       | حجت قاسم‌زاده اصل                           | |
| ۱۳۹۰      | تا ثریا                             | بازیگر       | سیروس مقدم                                 | شبکه ۱ |
| ۱۳۹۰      | مهمانان ویژه                        | بازیگر       | سید جواد رضویان                            | شبکه ۵ ۱۲ قسمت |
| ۱۳۸۹      | زیر هشت                             | بازیگر       | سیروس مقدم                                 | شبکه ۱ |
| ۱۳۸۹      | تله‌فیلم «خانه‌ای در غبار»            | بازیگر       | احمد امینی                                 | |
| ۱۳۸۸      | دفترخانه شماره ۱۳                   | بازیگر       | سیدوحید حسینی                              | شبکه ۱ |
| ۱۳۸۸      | تله‌فیلم «مهمان بابا»                | بازیگر       | جواد مزدآبادی                              | در عید فطر ۱۳۸۸ از شبکه ۵ پخش شد. |
| ۱۳۸۸      | تله‌فیلم «محله من»                   | بازیگر       | محسن ربیعی                                 | |
| ۱۳۸۷–۱۳۹۰ | وضعیت سفید                          | بازیگر       | حمید نعمت‌الله                              | شبکه ۳ |
| ۱۳۸۷      | رازها و روزها                       | بازیگر       | فریدون خسروی                               | |
| ۱۳۸۷      | تله‌فیلم بگو که رؤیا نیست            | بازیگر       | مهدی گلستانه                               | |
| ۱۳۸۷      | تله‌فیلم «بیا از گذشته حرف بزنیم»    | بازیگر       | حمید نعمت‌الله                              | این تله فیلم تاکنون حدود ۹ فصل داشته‌است. |
| ۱۳۸۶      | سرنوشت                              | بازیگر       | محمدرضا زهتابی                             | |
| ۱۳۸۵–۱۳۸۶ | پنجره                               | بازیگر       | سیدوحید حسینی                              | شبکه ۱ |
| ۱۳۸۶      | تله فیلم قطار آن شب                 | بازیگر       | حمیدرضا حافظی                              | شبکه ۲ |
| ۱۳۸۶      | مرگ تدریجی یک رؤیا                  | بازیگر       | فریدون جیرانی                              | شبکه ۲ |
| ۱۳۸۵      | خون‌بها                              | بازیگر       | جواد مزدآبادی                              | این سریال در سال ۱۳۸۹ از شبکه ۱ پخش شد. |
| ۱۳۸۵      | نرگس                                | بازیگر       | سیروس مقدم                                 | شبکه ۳ ۷۰ قسمت |
| ۱۳۸۵      | بوی خوش زندگی                       | بازیگر       | علی شاه‌حاتمی                               | ۵ ۲۵ قسمت |
| ۱۳۸۵      | خانه شش در                          | بازیگر       | مجید جوانمرد                               | ۲ |
| ۱۳۸۵      | دل خوش سیری چند                     | بازیگر       | مجید جوانمرد                               | ۵ ۱۷ قسمت |
| ۱۳۸۵–۱۳۸۴ | اولین شب آرامش                      | بازیگر       | احمد امینی                                 | شبکه ۳ ۲۵ قسمت |
| ۱۳۸۴      | راز ققنوس                           | بازیگر       | نادر مقدس                                  | |
| ۱۳۸۲      | تله‌فیلم «پیش‌پرده»                   | بازیگر       | بیژن صمصامی رضا حامدی‌خواه                  | فیلم‌نامه‌نویس: «فرهاد نقدعلی» |
| ۱۳۸۲      | «او مثبت» (+O)                      | بازیگر       | علی شاه‌حاتمی                               | ۱ ۱۵ قسمت |
| ۱۳۸۲      | رؤیای ناتمام                        | بازیگر       | جواد اردکانی                               | |
| ۱۳۸۱      | زمانی برای خاکستر                   | بازیگر       | حمید بهمنی                                 | شبکه |
| ۱۳۸۱      | مهمان‌پذیر طوبی                      | بازیگر مهمان | منوچهر پوراحمد                             | در نوروز ۱۳۸۳ از شبکه ۱ پخش شد. |
| ۱۳۸۱      | زیر آسمان شهر - سری سوم             | بازیگر مهمان | مهران غفوریان                              | شبکه ۳ |
| ۱۳۸۱      | افسون                               | بازیگر       | سید جواد هاشمی                             | شبکه ۵ |
| ۱۳۸۱      | تن‌ها                                | بازیگر       | سید جواد هاشمی                             | |
| ۱۳۸۰–۱۳۸۱ | آواز مه                             | بازیگر       | حسینعلی لیالستانی                          | |
| ۱۳۸۰      | دردسر والدین                        | بازیگر       | مسعود نوابی                                | شبکه ۳ |
| ۱۳۸۰      | خانه پدری                           | بازیگر       | فریدون حسن‌پور                              | شبکه ۵ ۳۰ قسمت |
| ۱۳۸۰      | چمدان‌های بسته                       | بازیگر       | محمد صالح علا                              | در نوروز ۱۳۸۱ پخش می‌شد. |
| ۱۳۷۹      | سفر باران                           | بازیگر       | بهروز طاهری                                | در سال ۱۳۸۱ از شبکه ۱ پخش شد. |
| ۱۳۷۹      | همسفر                               | بازیگر       | قاسم جعفری                                 | شبکه ۳ |
| ۱۳۷۹      | معجزه ازدواج                        | بازیگر       | علی‌رضا خمسه                                | شبکه ۲ |
| ۱۳۷۹      | ضریح                                | بازیگر       | مسعود نوابی                                | بخشی از مجموعه تلویزیونی «صدایم کن» |
| ۱۳۷۹      | خانه ما                             | بازیگر       | مسعود کرامتی                               | شبکه ۳ |
| ۱۳۷۸–۱۳۷۹ | قصه‌های رودخانه سیاکیا               | بازیگر       | کمال تبریزی                                | محصول مشترک تلویزیون ایران و مالزی |
| ۱۳۷۸–۱۳۷۹ | پس از باران                         | بازیگر       | سعید سلطانی                                | شبکه ۳ |
| ۱۳۷۸      | تلفن مشترک                          | بازیگر       | خسرو ملکان                                 | در نوروز ۱۳۷۹ از شبکه ۱ پخش شد. |
| ۱۳۷۸      | تنگنا                               | بازیگر       | نادر مقدس                                  | |
| ۱۳۷۷      | گم‌شده                               | بازیگر       | مسعود نوابی                                | شبکه ۱ |
| ۱۳۷۷      | نرگس                                | بازیگر       | شاپور قریب                                 | این سریال در برنامه «سیمای خانواده» شبکه یک پخش می‌شد و نباید آن را با سریالی دیگر به همین نام، به کارگردانی «سیروس مقدم» اشتباه کرد. پوراندخت مهیمن در سریال نرگس سیروس مقدم هم نقش آفرینی کرده‌است. |
| ۱۳۷۷      | تولدی دیگر                          | بازیگر       | داریوش فرهنگ                               | شبکه ۵ |
| ۱۳۷۷      | تله‌تئاتر «پول»                      | بازیگر       | حسین فرخی                                  | نویسنده: «نجیب فاضل» |
| ۱۳۷۷      | ماه آتش                             | بازیگر       | اسماعیل میهن‌دوست                           | در دهه فجر ۱۳۷۷ از شبکه ۱ پخش می‌شد. |
| ۱۳۷۵      | سرنخ                                | بازیگر       | کیومرث پوراحمد                             | شبکه ۱ |
| ۱۳۷۵–۱۳۷۴ | فروشگاه                             | بازیگر       | احمد بهبهانی                               | شبکه ۳ |
| ۱۳۷۴      | آخرین ستاره شب                      | بازیگر       | منوچهر پوراحمد                             | شبکه ۱ |
| ۱۳۷۳–۱۳۷۲ | باغ گیلاس                           | بازیگر       | مجید بهشتی                                 | شبکه ۱ |
| ۱۳۷۲      | لبخند زندگی                         | بازیگر       | محمد دستگردی                               | شبکه ۱ |
| ۱۳۷۰      | هزاران برگ و هزار رنگ               | بازیگر       | حسین فردروحسین محب‌اهری                     | شبکه ۱ |
| ۱۳۶۸      | چراغ خانه                           | بازیگر       | منوچهر پوراحمد                             | شبکه ۱ |
| ۱۳۶۶      | درخت دوستی                          | بازیگر       | علی شوقیان سعید خاکسار                     | شبکه ۲ |
| ۱۳۶۴      | آئینه                               | بازیگر       | غلامحسین لطفی                              | شبکه ۱ |

## مجموعه نمایش خانگی
| سال  | نام مجموعه | نقش | کارگردان   |
| ---- | ---------- | --- | ---------- |
| ١۴٠٠ | جزیره      |     | سیروس مقدم |